# AOL Brasil
A AOL Brasil é a divisão brasileira da empresa multinacional norte-americana de serviços de internet AOL (anteriormente um inicialismo para America Online). A empresa atuou no país inicialmente como um provedor de internet em 1999 até encerrar suas atividades em 2006 após uma reestruturação na matriz da AOL. A companhia voltou a ter uma representação no Brasil através da edição local do The Huffington Post, em 2014, e, posteriormente, com a volta da empresa ao país para a comercialização de publicidade digital em parceira com a Microsoft, em 2016.

## História

### 1999-2006: Como provedor de internet
A sucursal brasileira da AOL foi inaugurada em 29 de junho de 1999. O serviço foi lançado oficialmente em 16 de novembro do mesmo ano e a empresa pretendia ser o maior provedor de internet do Brasil, mas os planos da companhia não se seguraram por muito tempo, pelo surgimento de provedores de acesso gratuito, como o BOL, e o advento da internet banda larga, que acabaram diminuindo drasticamente a base de assinantes da empresa e os planos de expansão da companhia no país.
A empresa encerrou as suas atividades no mercado brasileiro em 17 de março de 2006, tendo uma dívida estimada em US$ 182 milhões na sua controladora, a AOL Latin America, segundo o pedido de concordata protocolado em junho de 2005 nos Estados Unidos. A AOL recomendou seus clientes a migrar para o provedor Terra, que tinha comprado a base de clientes da empresa em dezembro de 2005.

### 2006-2016: Atuando sem representação no Brasil
A AOL voltou a atuar indiretamente na América do Sul em 25 de junho de 2008, inicialmente oferecendo seus serviços, tais como e-mail, notícias, mensagens instantâneas, chat e álbum de fotos em quatro países, sendo eles a Argentina, o Chile, a Colômbia e a Venezuela. O serviço de e-mail da empresa, AOL Mail, posteriormente foi disponibilizado no Brasil e encontra-se disponível no endereço webmail.aol.com.br, além de outros serviços voltados ao mercado brasileiro terem sido disponibilizados em hp-consumer.my.aol.com.br.

### 2016-presente: Retorno ao Brasil
A empresa retornou com as suas atividades no Brasil no dia 10 de maio de 2016, após um período de 10 anos, oferecendo ferramentas de publicidade digital para anunciantes e publicadores de conteúdo. Tal como a matriz norte-americana da empresa, a AOL também assumiu no país as operações de publicidade online das propriedades digitais da Microsoft. A empresa planeja trazer ao país, em um momento posterior, publicações online de sua propriedade como o TechCrunch.
Uma dessas publicações pertencentes a AOL, o Huffington Post, teve uma edição brasileira lançada em 2014 com o nome de "Brasil Post", resultado de uma parceria entre a AOL e o Grupo Abril. A empresa brasileira deixou a sua participação no negócio em 2017 e a AOL passou a cuidar diretamente da operação brasileira do website, assumindo primeiramente a parte da publicidade e terminando a operação com a empresa assumindo a redação do Huffington Post brasileiro.